# Ardoukôba

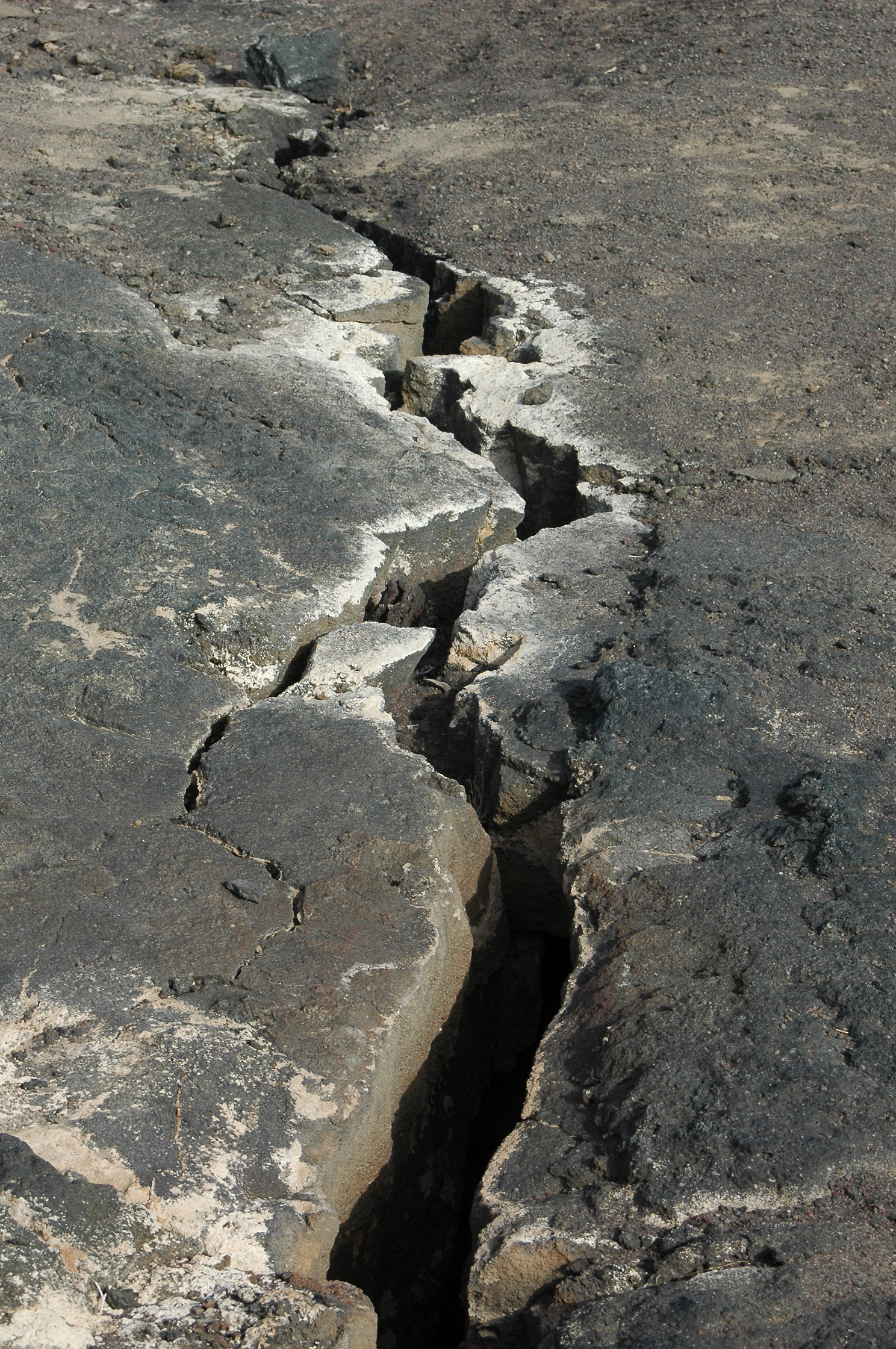
Fessura nel rift dell'Ardoukôba.

Il vulcano Ardoukôba (in arabo أردوكوبا) si trova tra il golfo Ghoubbet-el-Kharab del Mar Rosso e il lago Assal nell'omonimo rift dell'Ardoukôba, appartenente al più esteso sistema del rift dell'Africa orientale. Quest'area in continua espansione è una delle zone più vulcanicamente attive al mondo.

## Struttura e attività
Il vulcano è un tronco di cono di cenere alto circa 145-250 m, con l'orlo del cratere appiattito. Sorgendo in un'area ben al di sotto del livello del mare, il bordo del cratere si trova effettivamente a circa 5 m di altitudine. Le eiezioni di cenere hanno formato delle colate laviche che ricoprono il fondo del rift. L'eruzione che portò alla creazione dell'Ardoukôba iniziò il 7 novembre 1978, al termine di una giornata in cui vennero registrati oltre 800 terremoti. Successivamente, parallelamente alla direzione del rift, si aprirono nel terreno delle fessure lunghe circa 25-500 m, che produssero colate di lava e formarono l'attuale cono di cenere. L'eruzione terminò il 14 novembre 1978; complessivamente, furono espulsi più di 12 milioni di metri cubi di cenere e lava.

## Storia geologica
L'Ardoukôba è uno dei numerosi vulcani formatisi nel rift dell'Ardoukôba, esposto alla superficie per un tratto di circa dodici chilometri tra il lago Assal e il golfo di Tagiura. Nella zona circostante (triangolo di Afar), tre placche tettoniche, la nubiana, l'araba e la somala, si stanno allontanando. In un lontano futuro, il Corno d'Africa si separerà dal continente africano, formando una nuova grande isola e, infine, creando un nuovo oceano al posto del Mar Rosso. Nella zona dell'Ardoukôba, che è larga circa 10 km, si sono formati un gran numero di coni di scorie e di cenere. L'interazione del magma con l'acqua del mare ha creato una serie di coni di tufo, alcuni dei quali erano isole nel mare. I vulcani si sono formati probabilmente negli ultimi 3000 anni, poiché in alcuni punti le colate laviche coprono depositi lacustri risalenti a circa 5000 anni fa.